# Josephine Conger-Kaneko

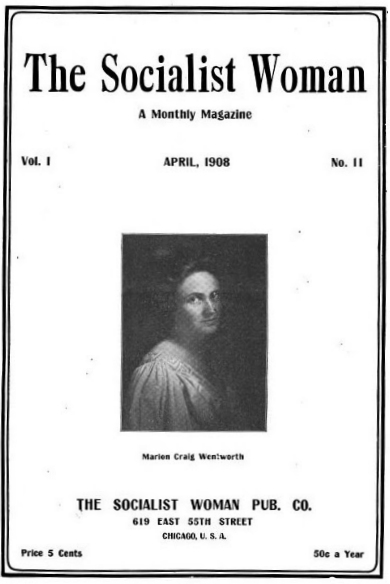
Josephine Conger a la portada de la revista The Socialist Woman el 1908.

Josephine Conger-Kaneko (nascuda el 1874) va ser una periodista i escriptora dels Estats Units.

## Biografia
Josephine Conger va néixer a Centràlia, Missouri. Després d'assistir al radical Ruskin College a Trenton, Missouri, es va convertir en socialista i es va unir a l'equip d'Appeal to Reason, un diari a Girard, Kansas. El 1907 va començar a publicar una revista femenina independent, The Socialist Woman. Dos anys més tard, va canviar el nom de la revista a The Progressive Woman (1909-1913) i es va tornar a donar nom novament com The Coming Nation (1913-1914). Conger-Kaneko creia en la igualtat dels homes i les dones i que les diferències sexuals eren imposades per la societat.
Després de 1914, Conger es va mudar a Chicago, on va continuar publicant The Coming Nation, durant un parell d'anys més. La col·lecció més extensa de les escriptures de Conger, les publicades en The Appeal to Reaso, es troben a la Universitat Estatal de Pittsburg, Kansas. Després de la Primera Guerra Mundial, es va retirar de la política.

## Obres
- (1909) Una pequeña hermana de los pobres. Progressive Woman Publishing Company.
- (1911). La esclavitud de la mujer: su camino hacia la libertad. Progressive Woman Publishing Company.
- (1918). La voz de la mujer: una antología. Boston: The Stratford Company.

### Articles seleccionats
- "The 'Effeminization' of the United States", El trabajo del mundo 12, maig / octubre de 1906.
- "La dependencia económica de los maridos", The Socialist Woman 6, novembre de 1907.